# 稲垣隆
稲垣 隆（いながき たかし、1938年6月5日 - 没年不詳）は、日本の映画俳優。神奈川県出身。

## 略歴
京都外国語大学卒業。1961年に東宝と契約し、『紅の海』でデビュー。

## 出演
- 紅の海（1961年、東宝） -  矢藤茂正
- B・G物語 二十才の設計（1961年、東宝） - 津沢浩
- 暗黒街撃滅命令（1961年、東宝) - 長谷[2]
- 明日ある限り（1962年、東宝） -  相沢[3]
- ニッポン無責任時代（1962年、東宝)  -  植村（洋子の見合い相手）
- お姐ちゃん三代記（1963年、東宝） -  宇佐見澄人[4]
- のら犬作戦（1963年、東宝） -  便衣の男[5]
- 今日もわれ大空にあり（1964年、東宝） - 風間三尉
- 勇者のみ（1965年、東宝) - 陸軍石井
- 血と掟（1965年、松竹） - 井上明[6]
- 顔を貸せ（1966年、松竹） - ジョージ川田[7]
- 阿片台地 地獄部隊突撃せよ(1966年、松竹） - 八路軍将校[8]
- 白昼の惨殺（1967年、松竹）- 山木[9]